# Brunetti et le Mauvais Augure
Brunetti et le Mauvais Augure (A Question of Belief, dans les éditions originales en anglais) est un roman policier américain de Donna Leon, publié en 2010. C'est le 19e roman de la série mettant en scène le personnage de Guido Brunetti.

## Résumé
Alors que le commissaire Brunetti s’apprête à fuir un été vénitien caniculaire en direction de la fraîcheur des montagnes de l’Adige, Brusca, son ami d'enfance, vient lui demander son aide. Il y aurait des reports inexpliqués de procès au tribunal de Venise, le greffier Fontana et la juge Coltellini y seraient mêlés. Pour Brunetti, c'est une occasion de plus de s'opposer à sa hiérarchie, peu pressée d'enquêter au sein du système judiciaire de la Sérénissime. Évidemment, des notables sont impliqués dans cette affaire, mais aussi dans l'enquête officieuse qu'il mène en parallèle avec l'inspecteur Lorenzo Vianello. La tante de ce dernier, vieille dame crédule, obsédée par les horoscopes, divinations et prédictions en tous genres, retire de grosses sommes d'argent : est-elle victime d'un gourou peu scrupuleux qui lui extorque des fonds en la personne de Stefano Gorini ? Le greffier Araldo Fontana est assassiné pendant son voyage en train vers les montagnes. On retrouve notamment du sperme dans son corps.  Brunetti fait demi-tour. Il mène l’enquête parmi la micro-société que forment les locataires (pour un très petit loyer) d’un palazzo appartenant à Marco Puntera, un homme d’affaires corrompu mais assez protégé pour lui éviter toute condamnation. Et notamment du banquier Fulgoni et de sa femme.  

## Éditions
Éditions originales en anglais
- (en) Donna Leon, A Question of Belief, Londres, William Heinemann, 1er avril 2010, 272 p. (ISBN 978-0-434-02020-1) — Édition britannique
- (en) Donna Leon, A Question of Belief, New York, Atlantic Monthly Press, 4 mai 2010, 288 p. (ISBN 978-0-8021-1942-1, LCCN 2011281197) — Édition américaine

Éditions françaises
- Donna Leon (auteur) et William Olivier Desmond (traducteur) (trad. de l'anglais), Brunetti et le Mauvais Augure : roman [« A Question of Belief »], Paris, Calmann-Lévy, 20 février 2013, 285 p. (ISBN 978-2-7021-4373-5, BNF 43529699)
- Donna Leon (auteur) et William Olivier Desmond (traducteur) (trad. de l'anglais), Brunetti et le Mauvais Augure [« A Question of Belief »], Paris, Points, coll. « Points policier » (no P3163), 2 janvier 2014, 330 p. (ISBN 978-2-7578-2961-5, BNF 43748347)

## Adaptation télévisée
Le roman a fait l'objet d'une adaptation pour la télévision, en 2013, sous le titre allemand original : Auf Treu und Glauben, dans le cadre de la série Commissaire Brunetti dans une réalisation de Sigi Rothemund, produite par le réseau ARD et initialement diffusée le 11 mai 2013.